# Dansen går på Svinnsta skär
Dansen går på Svinnsta skär är en visa i valstakt med text och musik av Gideon Wahlberg.

## Historia
Wahlberg var teaterchef på Norrköpings Arbetareförenings teater, Arbisteatern. Han hade bildat sällskapet Thalias Vänner där skådespelare och teatervänner möttes i kamratlig samvaro. 1926 ordnade sällskapet en tillställning som Wahlberg organiserade. Hans idé var att bygga upp en skärdgårdsö i teaterlokalen, dit gästerna skulle komma med matsäckskorgar, bjudas på pilsner eller annan dryck, dansa och ha roligt. Bänkarna i salongen skruvades bort och snickare och målare satte i gång allt medan Wahlberg iakttog det hela. I sina tankar hade han en melodi. Han hade också en versrad, Ljuvlig är sommarnatten.... Medan han satt och trallade för sig själv växte en text fram om dans på en skärgårdsö. När en ölutkörare anlände för att lämna ölbackar frågade Wahlberg:
-Känner du till namnet på någon trevlig ö utanför Norrköping?
Ölutköraren tänkte en stund och svarade sedan:
-Det finns en ö som heter Svinta skär.
-Bra, sade Wahlberg och smakade på ordet. Han tyckte om det men tyckte att det blev ännu bättre om han lade in ett s före t-et. Det hela blev Svinsta skär.
När kvällens gäster infann sig med sina matsäckskorgar visste de inte ens att det var fråga om "skärgårdsutflykt", men dekoren varslade om vad som skulle komma. Wahlberg själv ledde festen. Fram på kvällen sjöng han sin vals om dansen på Svinsta skär och Thalias Vänner dansade på en berghäll av lådor och teaterrekvisita.
I den kommande nyårsrevyn 1927 på Arbis sjöngs Dansen den går på Svinsta skär. Ernst Rolf fick tag i den och sjöng in den på skiva i juli 1928. Vid det laget hade ytterligare ett n plockats in i önamnet. Nu hette ön Svinnsta. Melodin och texten blev bekant och några år efter valsens tillkomst beslöt sig Thalias Vänner för att göra en riktig skärgårdsutflykt, helt enkelt fara ut till sin ö och dansa där. De blev dock något förskräckta när de i Bråviken mötte en klipphäll utan bebyggelse och med ringa växtlighet. Men de kunde ta sig i land och för första gången dansades det på Svinta skär, som i visan blivit Svinnsta skär. 
Längre fram i tiden försökte man ordna regelbunden dans på den lilla berghällen. Framgången uteblev dock och arrangemangen upphörde. Melodins verkliga popularitet kom via allsångshaussen 1938. 
Gideon Wahlberg tog med visan i filmen Kärlek och landstorm 1931. Han gladde sig åt framgången men vilade inte på den utan skrev senare Nya Svinnsta-valsen. Men det var inte alla som tyckte om namnet Svinnsta, i all synnerhet när det stavades med ett n. I USA:s svenskbygder blev melodin populär genom bondkomikern Olle i Skratthult, som dock föredrog att sjunga om att Dansen gick på Lyckeskär.
Långt senare, på 80- eller 90-talet, arrangerades med viss framgång danser på Svinsta skär. Hällarna gav möjlighet till dans men tyvärr upphörde initiativet.

## Studentkultur
Dansen går på svinsta skär har på senare år också blivit en del av studentkulturen där låten ofta sjungs under gasquer där texten modifieras för att innehålla fler tillfällen av raden "och på många andra ställen".